# Cize-Bolozonviaduct

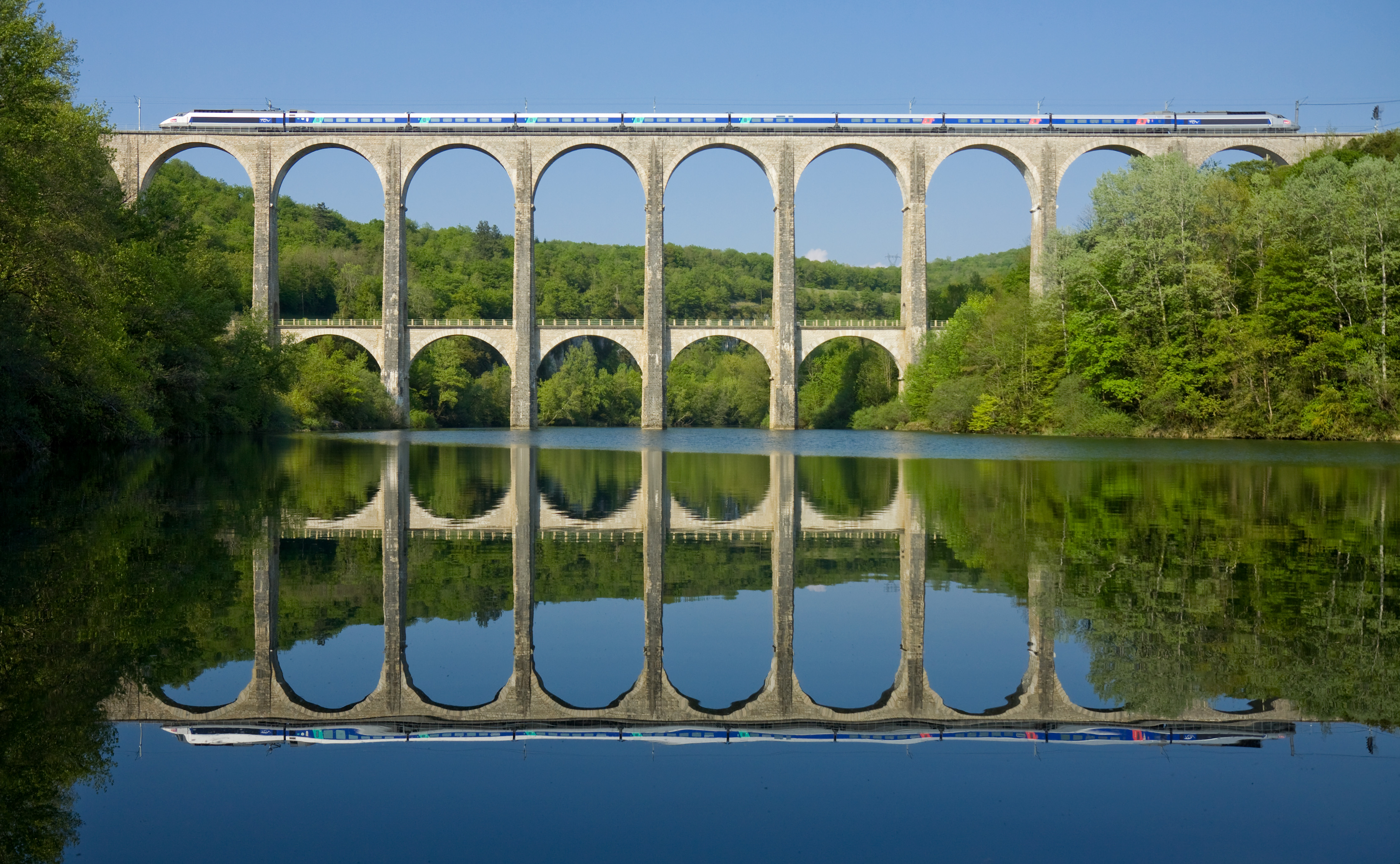
Een TGV Sud-Est rijdt over het viaduct

Het Cize-Bolozonviaduct is een gecombineerde spoor- en verkeersbrug over het dal van de rivier Ain in Frankrijk. Het viaduct is 73 meter hoog en 273 meter lang.
De bouw begon in 1872 en in 1875 werd het viaduct opengesteld. Tijdens de Tweede Wereldoorlog werd het echter verwoest tijdens een actie van het verzet. Omdat het viaduct deel uitmaakte van de belangrijkste spoorwegverbinding naar Parijs, werd het kort na de oorlog weer herbouwd. In mei 1950 werd het herbouwde viaduct geopend.
Het viaduct heeft twee niveaus: een voor autoverkeer en een voor treinen. Het viaduct maakt deel uit van de spoorlijn Bourg-en-Bresse - Bellegarde. De lijn was in 2005 gesloten voor werkzaamheden. Hierbij werd tevens het viaduct verstevigd.